# Avvenire
Avvenire (zu deutsch: Zukunft, das Kommende) ist eine italienische Tageszeitung. Sie entstand 1968 aus dem Zusammenschluss zweier katholischer Zeitungen: dem L’Italia aus Mailand und dem L’Avvenire d’Italia aus Bologna.
Die Zeitung ist stark an der Lehre der katholischen Kirche ausgerichtet, ist jedoch unabhängig von den Bischöfen. Im Statut des Avvenire heißt es beispielsweise, dass die Zeitung durchaus eine eigenständige Meinung haben soll, um die Werte, welche auf Menschlichkeit, Moral, Tiefe und Solidität beruhen, zu verteidigen. Der Avvenire charakterisiert sich selbst als eine zwar katholische Zeitung, die sich jedoch auch an Nicht-Christen oder Nicht-Gläubige richtet.

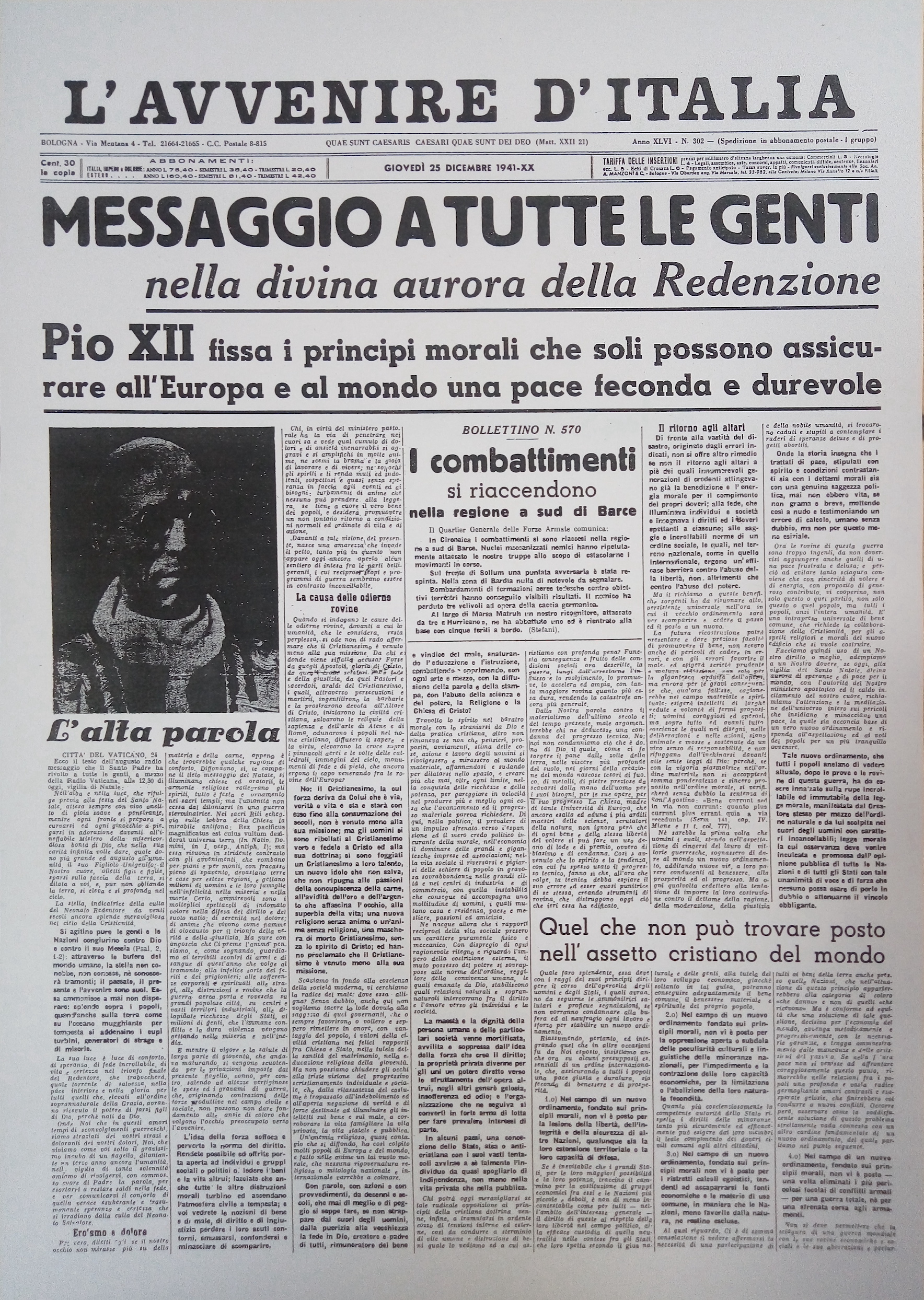
25. Dezember 1941

## Direktoren
- Leonardo Valente (4. Dezember 1968 – 18. Oktober 1969)
- Angelo Narducci (19. Oktober 1969 – 30. April 1980)
- Angelo Paoluzi (1. Mai 1980 – 6. Januar 1981)
- Pier Giorgio Liverani (7. Januar 1981 – 19. Februar 1983)
- Gian Guido Folloni (20. Februar 1983 – 30. September 1990)
- Lino Rizzi (1. Oktober 1990 – 31. Dezember 1993)
- Dino Boffo (1. Januar 1994 – 3. September 2009)
- Marco Tarquinio (4. September 2009 – 5. Mai 2023)
- Marco Girardo (seit dem 6. Mai 2023)

## Auflage
| Jahr                | 1996    | 1997    | 1998    | 1999    | 2000    | 2001    | 2002    | 2003    | 2004    | 2005    | 2006    | 2007    | 2008    |
| Druckauflage        | 123.924 | 135.459 | 138.451 | 137.807 | 139.459 | 137.271 | 152.436 | 145.986 | 147.021 | 151.991 | 152.112 | 150.501 | 151.233 |
| Verbreitete Auflage | 82.750  | 90.834  | 94.373  | 95.492  | 97.944  | 92.202  | 96.088  | 97.298  | 98.395  | 100.759 | 103.003 | 104.326 | 105.874 |
| Verkaufte Auflage   | 79.944  | 88.089  | 92.102  | 93.008  | 95.826  | 90.167  | 92.939  | 92.711  | 94.200  | 96.410  | 99.899  | 102.190 | 104.163 |